# Ana Álvarez

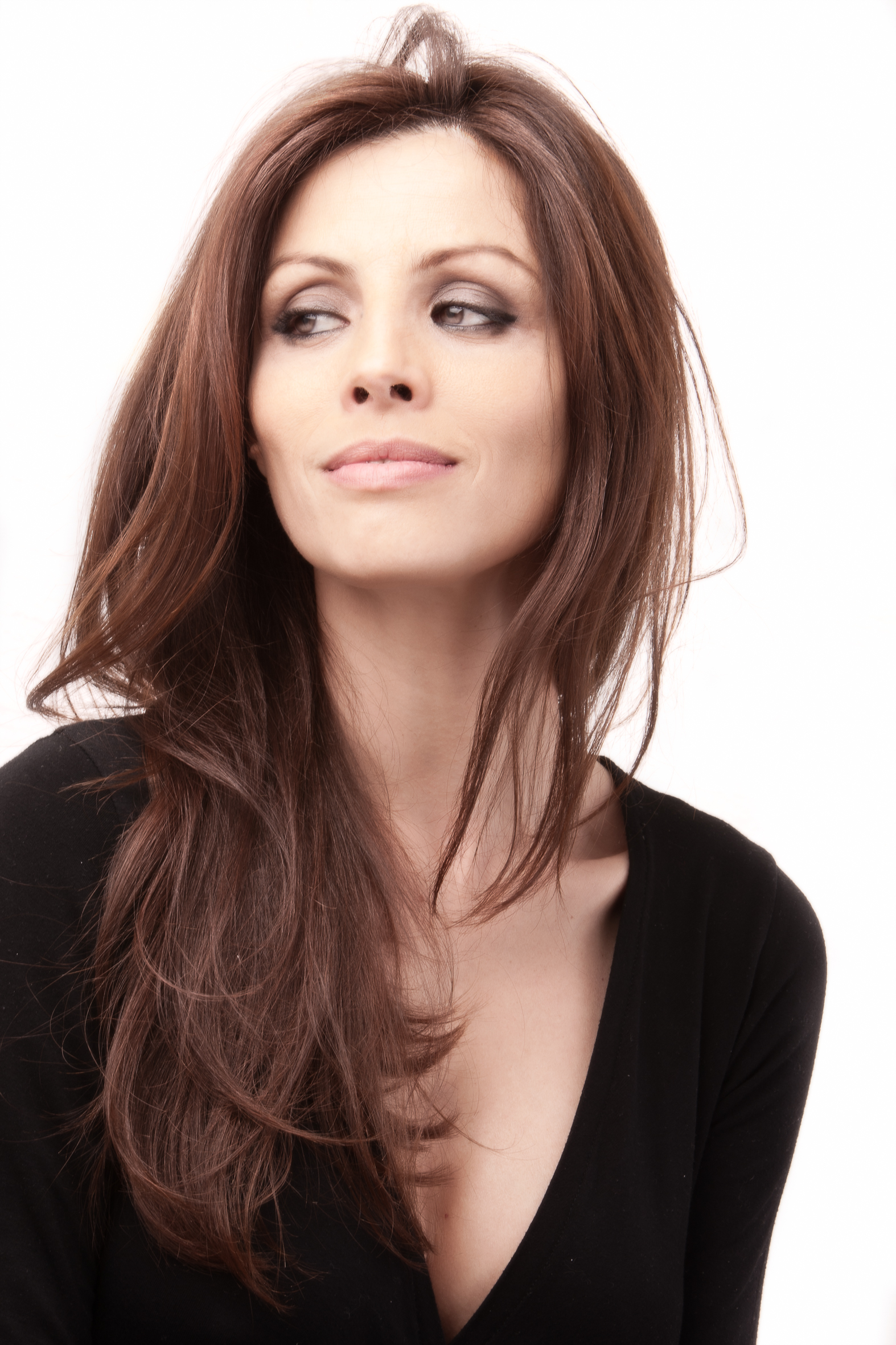
Ana Álvarez

Ana Teresa Álvarez Páez (* 19. November 1969 in Jerez de la Frontera, Cádiz, Andalusien) ist eine spanische Schauspielerin.

## Leben
Die 1,72 Meter große Ana Álvarez ist die Tochter eines Philosophieprofessors und Älteste von fünf Geschwistern. 
Als sie 13 Jahre war, zog die Familie nach Madrid. Nach ihrem Schulabschluss plante sie zunächst ein Journalismus-Studium, wurde aber von einem Fotografen dazu inspiriert, als Model zu arbeiten. Diese Tätigkeit übte sie fast zwei Jahre lang aus und lebte vorübergehend in Tokio, Athen, London und Paris.
Noch vor ihrem 18. Geburtstag wurde sie für eine Filmrolle engagiert und spielte 1987 die weibliche Hauptrolle in dem neunminütigen Kurzfilm Elegía. 1988 erhielt sie ihr erstes Angebot für das Drama Jarrapellejos, in dem sie aber nur eine unbedeutende Nebenrolle bekleidete. Regisseur Antonio Giménez Rico hatte dennoch ihr Potenzial erkannt und verpflichtete sie  auch für seinen nächsten Film Soldadito español, in dem sie eine bedeutendere Nebenrolle erhielt. 
Ihre erste weibliche Hauptrolle erhielt sie in dem 1990 uraufgeführten Mystery-Thriller El tesoro, in dem Antonio Mercero Regie führte. Der erste größere Erfolg stellte sich mit dem 1991 gedrehten Drama Don Juan en los infiernos ein. 
1993 kam ihre Schauspielkarriere in Schwung und der im selben Jahr gedrehte Film La madre muerta war der erste, der auch in deutschsprachigen Kinos gezeigt wurde, wo er unter dem Titel Die tote Mutter lief. Zwei Jahre später spielte sie die weibliche Hauptrolle in dem deutschen Fernsehfilm Stirb für mich – Tod in Spanien unter der Regie von Michael Gutmann und an der Seite von Kai Wiesinger. Auch der im selben Jahr gedrehte Film Nur noch Sex mit Laura wurde in deutschsprachigen Kinos gezeigt.
Ein weiterer Erfolg war die 1998 gedrehte Komödie Chachachá, anlässlich deren Medienwirksamkeit die spanische Zeitschrift Dominical in ihrer Ausgabe Nummer 228 vom 2. August 1998 der Schauspielerin das Titelbild und einen zehnseitigen Artikel widmete. 
Seit dem frühen 21. Jahrhundert drehte sie weniger Kinofilme und wirkte vermehrt in Fernsehserien mit: erstmals 2001 in einer Folge von Estudio 1 und zuletzt in der 2012 ausgestrahlten zweiteiligen Miniserie La memoria del agua.

## Filmografie (Auswahl)

### Filme
- 1991: Don Juan en los infiernos
- 1993: Die tote Mutter (OT: La madre muerta)
- 1995: Stirb für mich – Tod in Spanien; Fernsehfilm
- 1995: El rey del río
- 1995: Nur noch Sex mit Laura (OT: Dile a Laura que la quiero)
- 1998: Cha – cha – chá
- 2010: Suspicious Minds

### Fernsehserien
- 2003: London Street
- 2007: Quart
- 2009: Acusados
- 2011: Los misterios del Laura